# Chvalíkovice
Chvalíkovice (en allemand : Chwalkowitz) est une commune du district d'Opava, dans la région de Moravie-Silésie, en République tchèque. Sa population s'élevait à 703 habitants en 2021.

## Géographie
Chvalíkovice se trouve à 4 km au nord-est de Hradec nad Moravicí, à 7 km au sud-sud-est d'Opava, à 27 km à l'ouest-nord-ouest d'Ostrava et à 250 km à l’est de Prague.
La commune est limitée par Opava au nord, par Vršovice à l'est, par Hradec nad Moravicí au sud et au sud-est, et par Branka u Opavy à l'ouest.

## Histoire
La première mention écrite de la localité date de 1445.

## Transports
Par la route, Chvalíkovice se trouve à 8 km d'Opava, à 41 km d'Ostrava et à 350 km de Prague.